# Ä
Ä, ä (a diereza, a umlaut, a z przegłosem) – litera powstała poprzez dodanie dwóch kropek nad łacińską literą A lub a. Występuje w alfabetach języków germańskich (szwedzkiego, niemieckiego, luksemburskiego), a także m.in. fińskiego, estońskiego, słowackiego, turkmeńskiego i północnofryzyjskiego. Nie występuje we współczesnym zapisie języka polskiego.

## Użycie ä

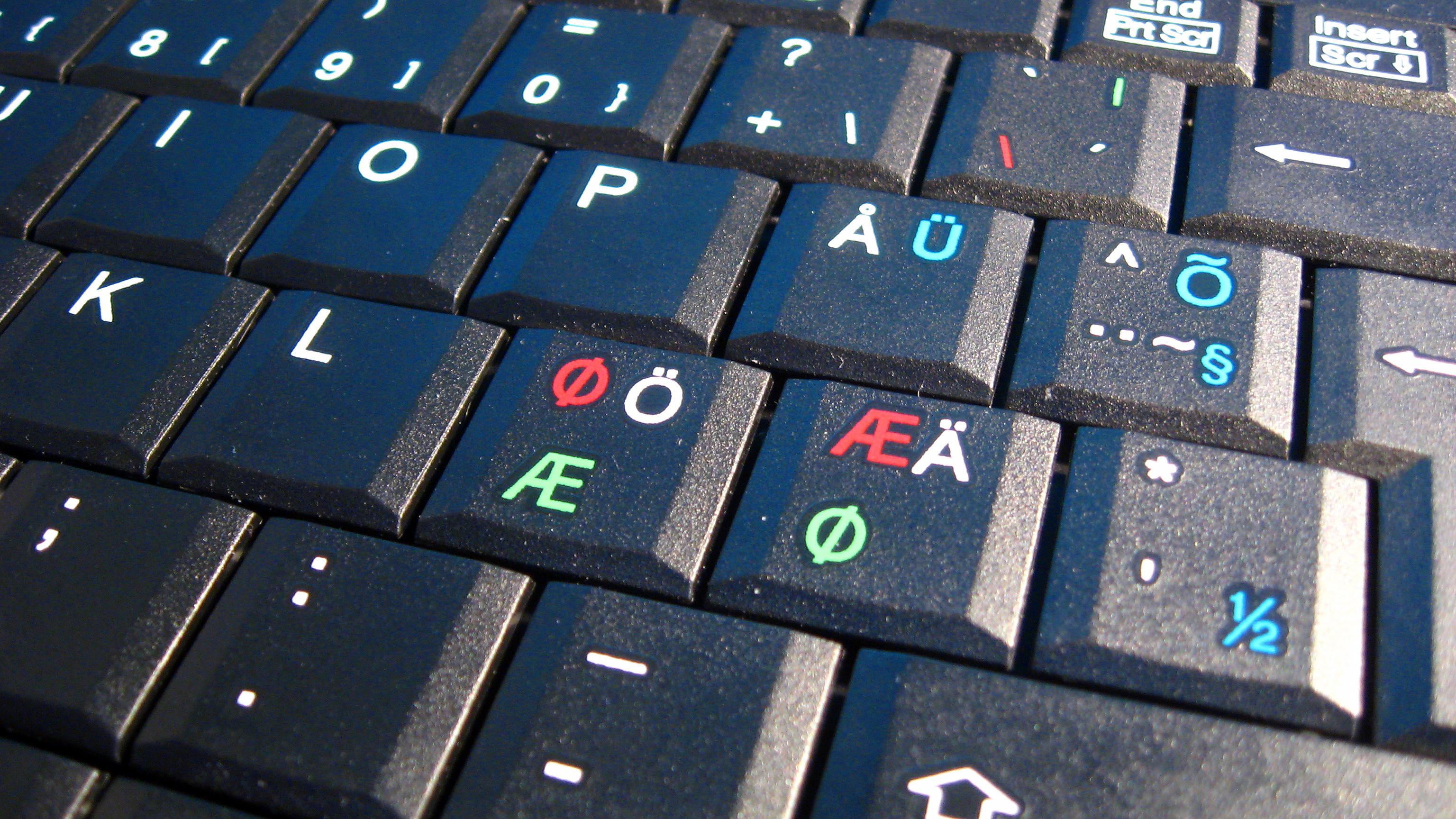
Znak Ä na skandynawskim rozkładzie klawiatury komputera

- W języku niemieckim ä to a z przegłosem (niem. Umlaut). A-Umlaut oznacza tam półotwarte [ɛ] (krótkie, np. kräftig lub długie, np. Käse). Dotyczy to wymowy standardowej. W praktyce długa samogłoska [ɛː] zastępowana jest najczęściej przez półprzymknięte [eː]. Inne samogłoski z przegłosem, występujące w języku niemieckim, to ü i ö. Gdy klawiatura komputera lub maszyny do pisania nie zawiera specjalnych niemieckich znaków, ä zastępuje się przez ae tak samo, jak ö na oe, ü na ue[1] oraz ß przez ss.

- W języku szwedzkim ä stosuje się podobnie jak w niemieckim. Wcześniej, podobnie, jak współcześnie jest w norweskim i duńskim, zastępowane było przez Æ.

- W języku słowackim znak ä nazywany jest a z dwiema kropkami (słow. a s dvoma bodkami). Oznacza /e/ lub /æ/, przy czym ta druga głoska jest zalecana w starannej wymowie, ale rzadka w wymowie standardowej[2][3].

- W języku fińskim znak ä czyta się jako samogłoskę a przednią (między a i e, ale zasadniczo bliżej a).

- W slawistycznym alfabecie fonetycznym znak ä oznacza głoskę pośrednią między polskim /a/ a /e/, czyli to co [æ] w IPA.

## Wywołanie z klawiatury numerycznej
- ä – Alt+132
- Ä – Alt+142